# Neoramia hoggi
Neoramia hoggi là một loài nhện trong họ Agelenidae.
Loài này thuộc chi Neoramia. Neoramia hoggi được Raymond Robert Forster miêu tả năm 1964.